# Marcel Kalil
Pour les articles homonymes, voir Kalil.
Marcel Kalil, né le 5 février 1931 à Conakry et mort le 18 octobre 2010 à Moulins (Allier), est un écrivain français, auteur de roman policier.

## Œuvre

### Romans
- Quai de l’étrangleur, Éditions Denoël, Crime-club no 270 (1969)
- Portrait au couteau, Éditions Denoël, Crime-club no 272 (1969)
- Silence, on tue !, Éditions Denoël, Crime-club no 282 (1970)
- Carrefour de l'Odéon, Éditions Denoël, Super Crime-club no 293 (1971)
- Flics et Cops, Éditions Denoël, Sueurs froides (1979)
- Rendez-vous aveugles, Éditions Denoël, Sueurs froides (1984)  (ISBN 2-207-23019-8)

## Filmographie

### Adaptation
- 1974 : Quai de l'étrangleur, téléfilm français réalisé par Yves-André Hubert, adaptation du roman éponyme

## Sources
- Claude Mesplède (dir.), Dictionnaire des littératures policières, vol. 2 : J - Z, Nantes, Joseph K, coll. « Temps noir », 2007, 1086 p. (ISBN 978-2-910-68645-1, OCLC 315873361).